# KH-9 Hexagon

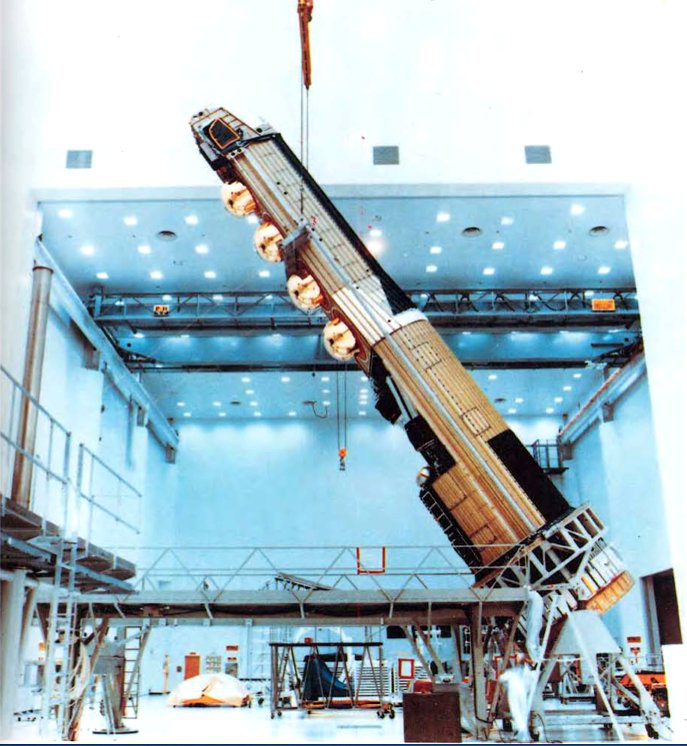
«Шестиугольник» во время сборки в компании Lockheed

Шестиугольник (англ. KH-9 Hexagon), другое название Большая птица (англ. Big Bird) — серия фотографических спутников видовой разведки запущенных США между 1971 и 1986 годами. Из двадцати запусков, произведённых ВВС США, успешными были все, кроме одного. Отснятая фотоплёнка для обработки и анализа с борта спутника отсылалась назад на Землю в возвращаемых капсулах на парашютах в Тихий океан, где с помощью специальных крюков их подбирали военные самолёты C-130. Наилучшее достигнутое разрешение главных камер составляло 0,6 метра.
В сентябре 2011 года материалы о проекте «Шестиугольник» были рассекречены и один из космических аппаратов проекта был выставлен на всеобщее обозрение.

## История

### Разработка

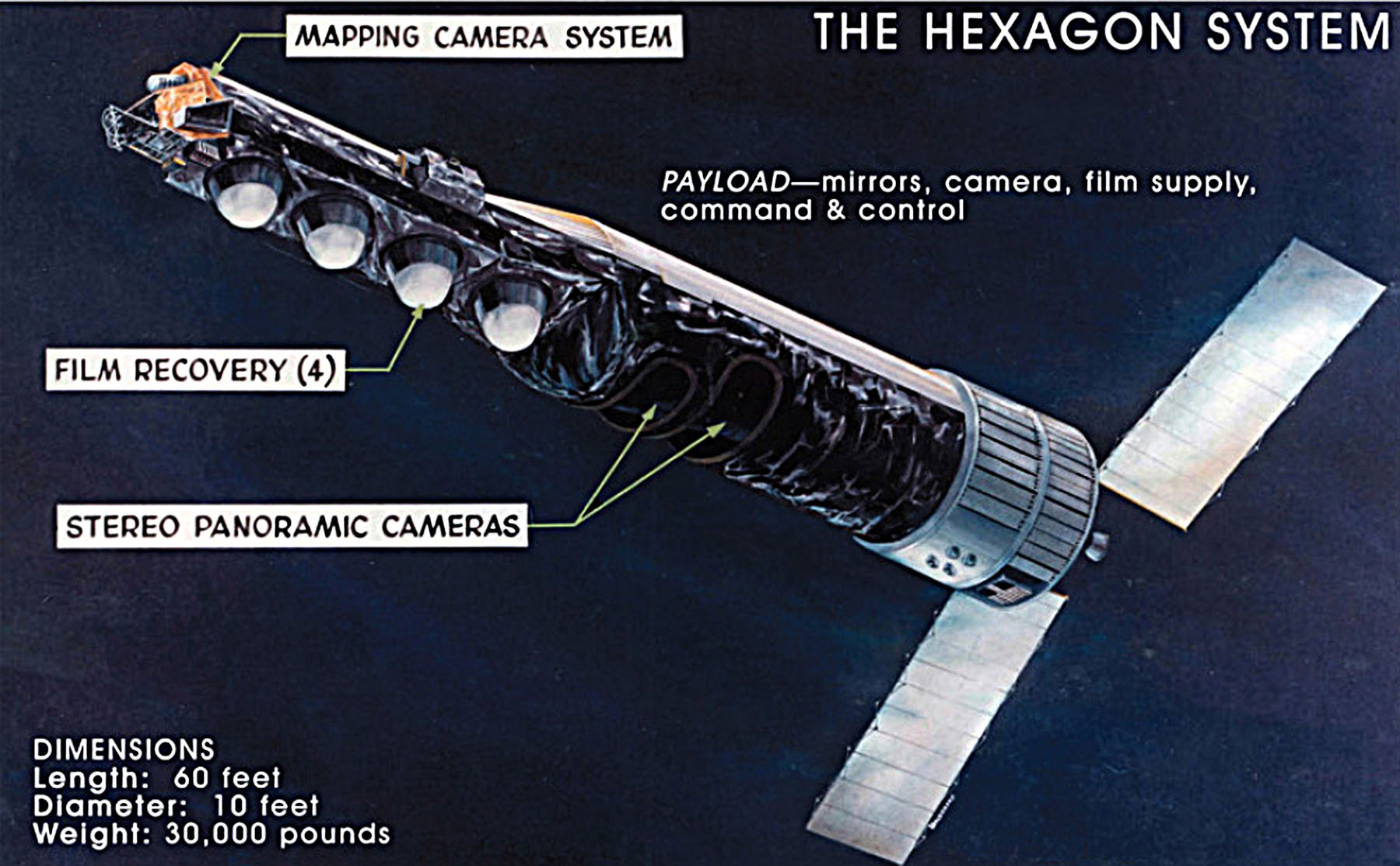
KH-9 профиль и размеры

Программа KH-9 была задумана в начале 1960-х в качестве замены для спутников слежения Corona. Предназначалась для слежения за большими областями земной поверхности камерой среднего разрешения. Аппараты KH-9 были оборудованы двумя главными камерами, а некоторые миссии также были оборудованы картографической камерой. Плёнка из камер перегружалась в капсулы возвращаемых аппаратов и отправлялась на Землю, где их перехватывал в воздухе самолёт. На большинстве миссий было четыре возвращаемых аппарата. Пятая капсула была на миссиях, которые имели картографическую камеру.
Между сентябрём 1966 и июлем 1967 года были выбраны подрядчики для подсистем Hexagon. LMSC получила контракт на сборку спутника (англ. Satellite Basic Assembly (SBA)), Perkin Elmer на главную систему сенсоров (англ. Sensor Subsystem), McDonnell Aircraft на возвращаемые аппараты (англ. Reentry Vehicle), а англ. Itek на камеру ориентации по звёздам (англ. Stellar Index camera). Окончательная сборка и наземное тестирование Satellite Vehicle 1 (SV-1) было завершено в мае 1971, а затем он был доставлен на авиабазу Ванденберг в 20-метровом (70 футов) контейнере. Всего было разработано четыре поколения («блока») разведывательных спутников KH-9 Hexagon. KH9-7 (1207) был первым оборудованным панорамной камерой второго блока Block-II и SBA. Block-III (аппараты 13—18) включали обновлённую систему распределения электроэнергии и батареи. Два дополнительных бака с контролем газовой подушки (англ. ullage control) для системы коррекции орбиты (англ. Orbit Adjust System (OAS)) и новые двигатели Reaction Control System (RCS) служили для увеличения продолжительности работоспособности KH-9. Дополнительно были увеличены запасы азота для подсистемы отправки ленты и управления камерой. Block-IV был оборудован улучшенной управляющей системой, использующей накопитель на магнитном проводе.
В течение всей программы срок жизни отдельных КА по мере модернизации постоянно увеличивался. Первые «Шестиугольники» проводили в космосе по 124 дня, последний спутник функционировал 275 дней. Разные версии спутника имели разную массу; большинство весили 11,400 или 13,300 килограмм.
Спутники производились компанией Lockheed Corporation для National Reconnaissance Office, также официально известной под названием Broad Coverage Photo Reconnaissance Satellites (Code 467). Камеры и оптические системы разрабатывала компания Itek, но производились компанией Perkin-Elmer. Плёнку изготавливала компания Eastman Kodak. Было произведено 20 запусков, один из которых был неудачным (последняя миссия сорвалась из-за неполадки на ракете-носителе).

## Описание

### Главная камера

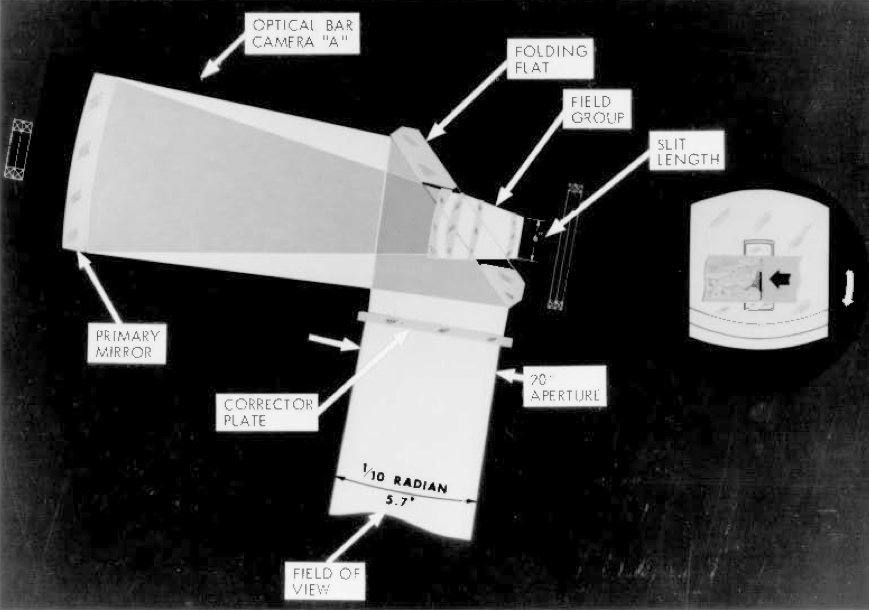
Схема главной камеры

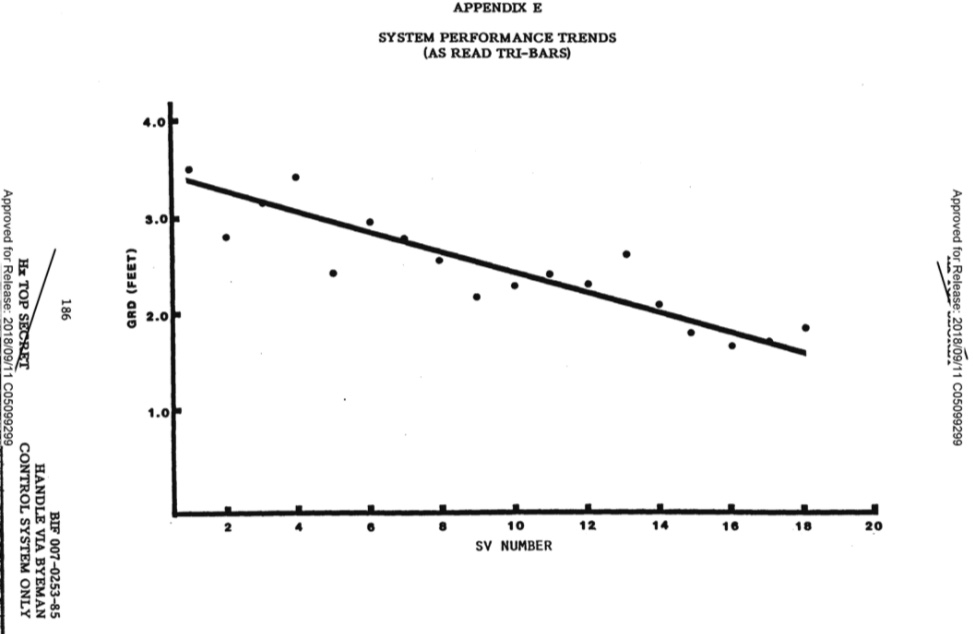
Достигнутая разрешающая способность обнаружения наземных целей главными камерами аппаратов Satellite Vehicles (SV) 1 — 18

Подсистема главной камеры делала стереофотографии с помощью расположенной по левому борту камеры смотрящей вперёд и направленной назад камеры, расположенной по правому борту. Оптическая схема камеры состоит из f/3.0 folded камеры Райта (англ. Wright Camera), с фокусным расстоянием 1,5 метра. Диафрагма системы построена на основе асферической коррекционной пластины 0,51 метра в диаметре, которая исправляет сферическую аберрацию камеры Райта. В каждой камере изображение земли проходит через коррекционную пластину на плоское зеркало под углом 45 градусов, которое отражает свет на главное вогнутое зеркало диаметром 0,91 метра. Главное зеркало направляет свет через отверстие в плоском зеркале, а затем через четырёхэлементную систему линз на плёнку. Камеры могут сканировать непрерывные области до 120 градусов шириной, и достигли разрешения лучше, чем 0,61 метра ближе к концу проекта.

### Картографические изображения
Миссии 1205—1216 комплектовались «картографической камерой» (также известной как покадровая камера англ. frame camera), где использовалась 9-дюймовая плёнка и которая имела относительно низкое разрешение 9 метров, которое было улучшено до 6 метров в более поздних миссиях (немного лучше, чем Landsat). Фотографии с этой, предназначенной для картирования, камеры, покрывали практически всю Землю, по меньшей мере, несколькими изображениями снятыми между 1973 и 1980. Почти все снимки с этой камеры, в общей сложности 29,000 изображений, каждое покрывающее 3400 квадратных километров, были рассекречены в 2002 в результате Executive order 12951, который также рассекретил CORONA, а копии плёнок были переданы в Earth Resources Observation Systems office Геологической службы США. Изображения из картографической камеры, покрывающие территорию Израиля и все изображения от других камер KH-9 остаются засекреченными.
KH-9 никогда не был резервным проектом для KH-10 Пилотируемой Орбитальной Лаборатории. Он был разработан исключительно в качестве замены для системы космической разведки Corona

### Плотность атмосферы на больших высотах
Миссии с 1205 по 1207 несли доплеровские радары для картирования плотности атмосферы на больших высотах, чтобы попытаться понять эффект на предсказание эфемерид. Результаты измерения атмосферной плотности были опубликованы через НАСА.

### Вторичные спутники радиоэлектронной разведки
Миссии 1203, 1207, 1208, 1209, и 1212—1219 включали вторичные спутники радиоэлектронной разведки Ferret, которые были запущены на более высокую орбиту, чтобы каталогизировать советские радары противовоздушной обороны, прослушивать голосовую связь, и вести ракетную и спутниковую телеметрию. Миссии 1210—1212 также включали научные вторичные спутники.

### Стоимость
Общая стоимость программы из 20 пусков KH-9 начиная от FY1966 до FY1986 составила 3.262 миллиарда долларов по курсу соответствующего года.

### Спецификации
Источник данных: The Encyclopedia of US Spacecraft и NSSDC
- Ракета-носитель: Titan IIID/34D
- Общая масса: 11,4 т, с картографической камерой 13,3 т.
- Возвращение: 5330 килограмм[24]
- Максимальный диаметр: 3.05 метра[24]
- Длина (с картографической камерой): 16,21 м.[24]
- Орбита: эллиптическая; перигей — 160 км, апогей — 240 км.
- Сканеры: телевидение, радио и камера высокого разрешения.

## Фотогалерея

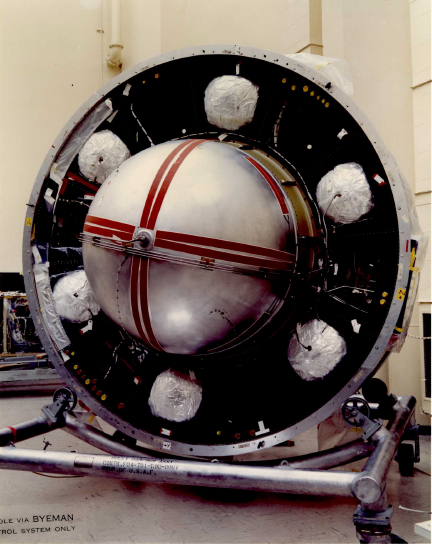
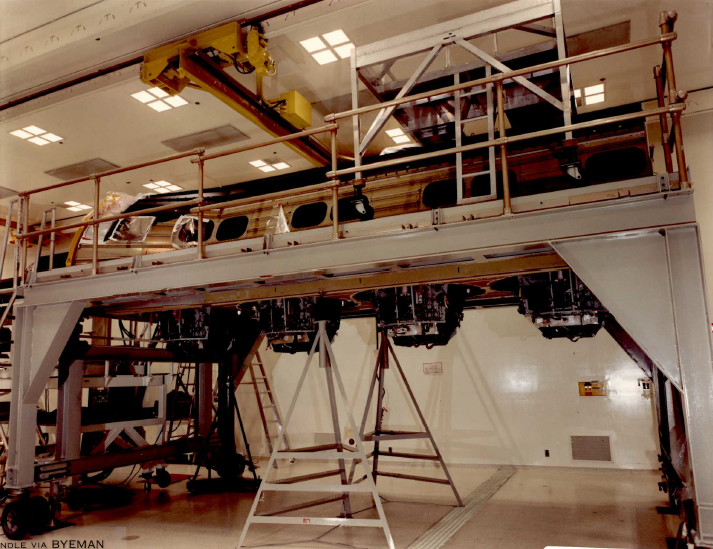
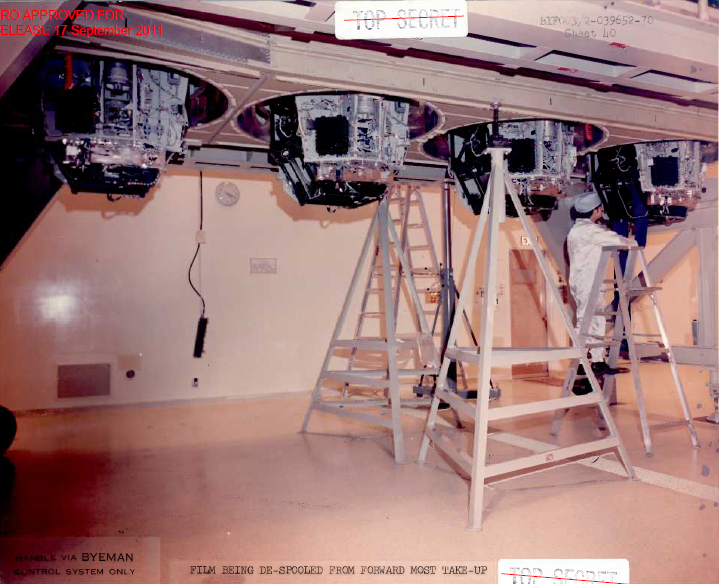
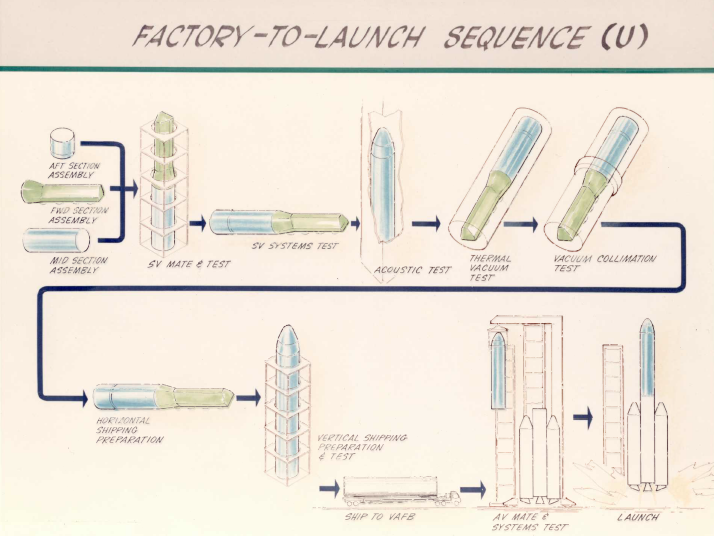
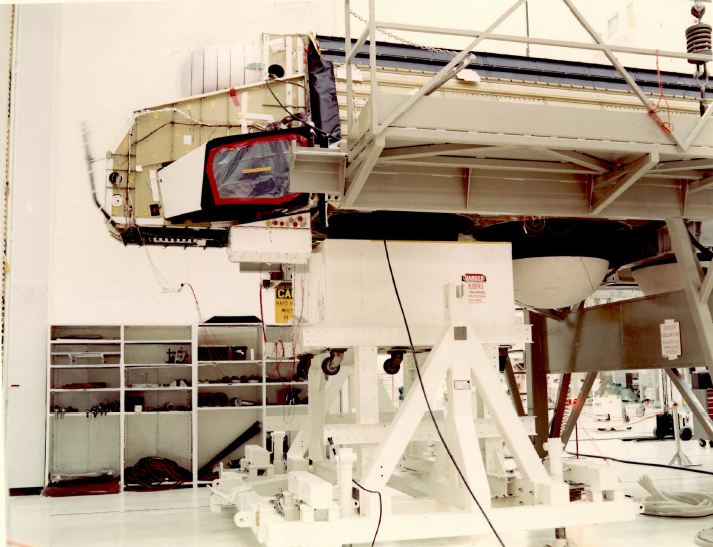
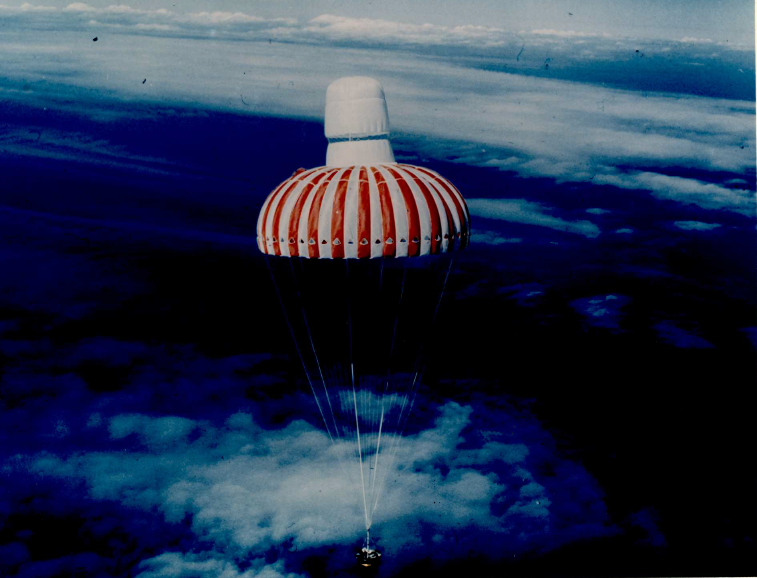
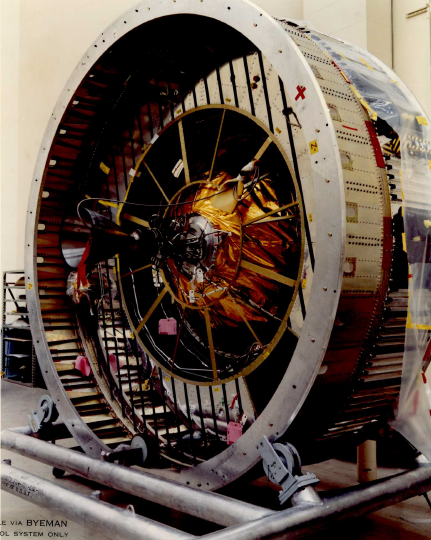
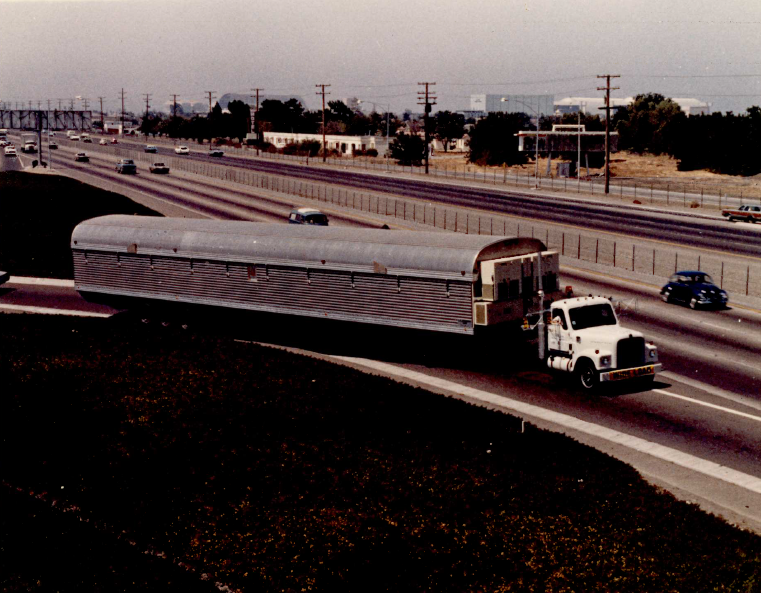
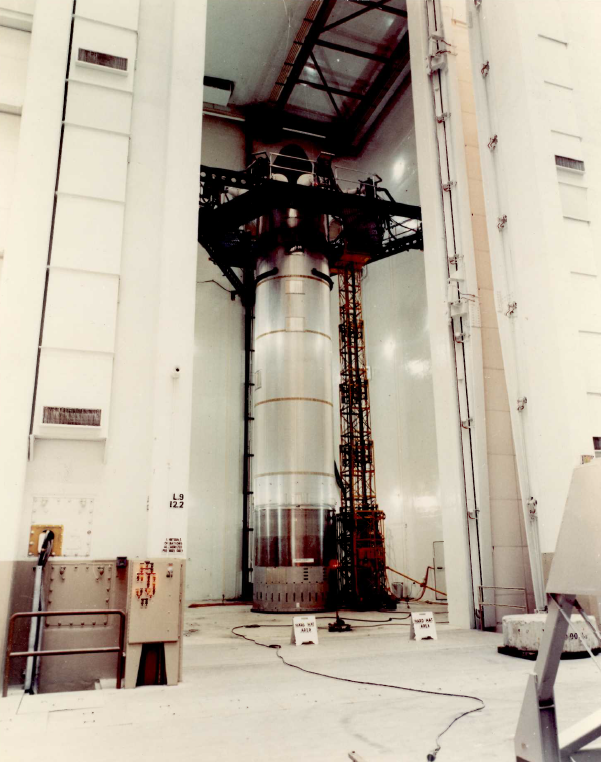
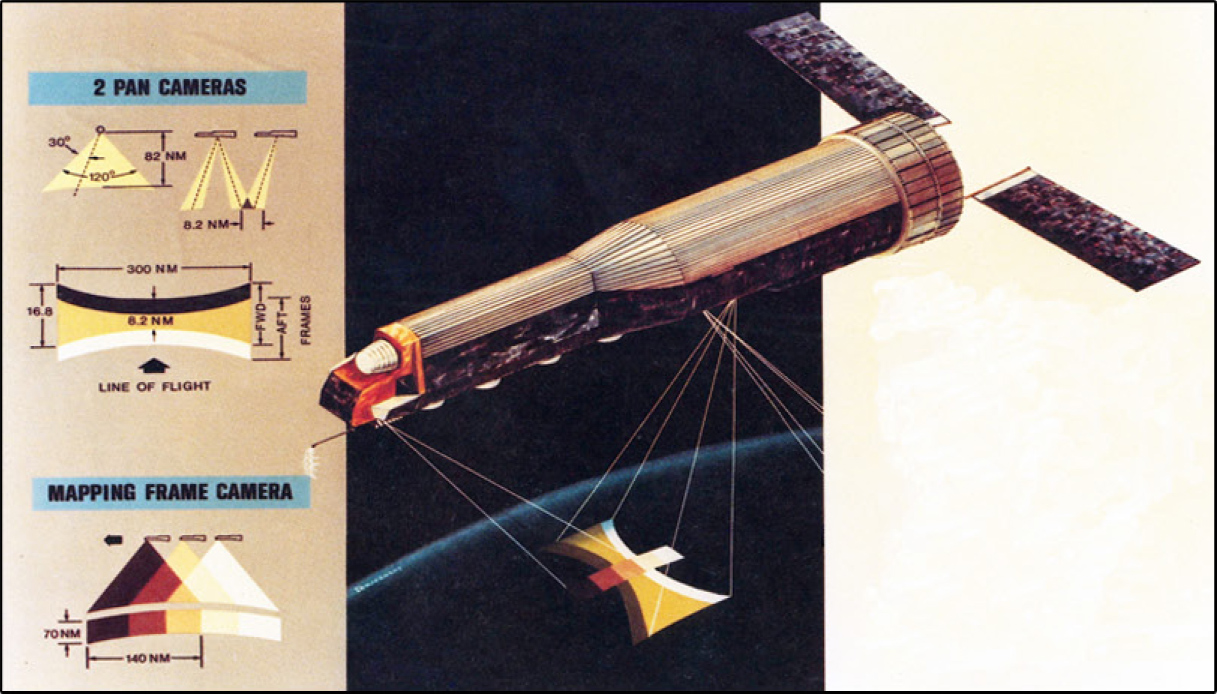
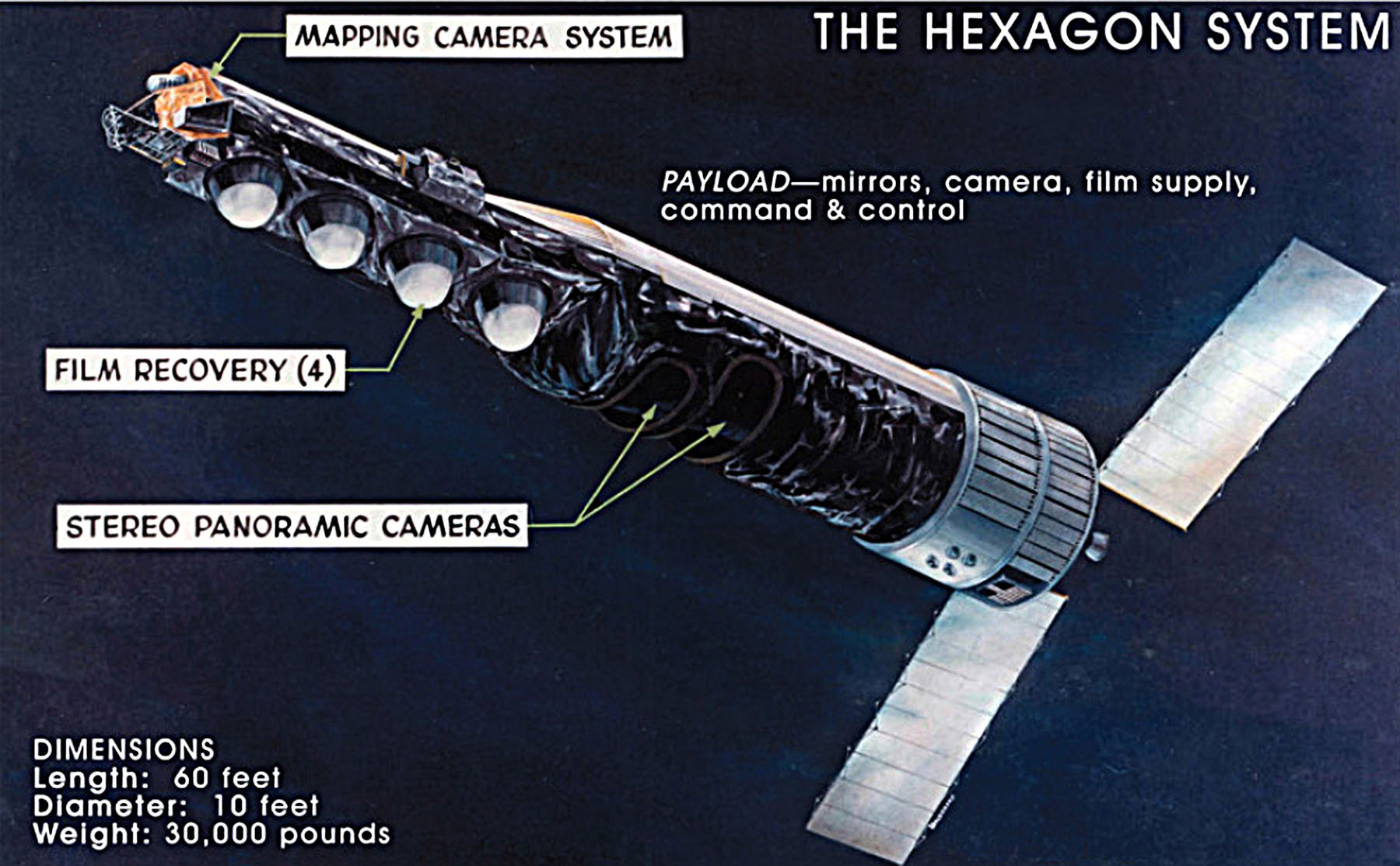
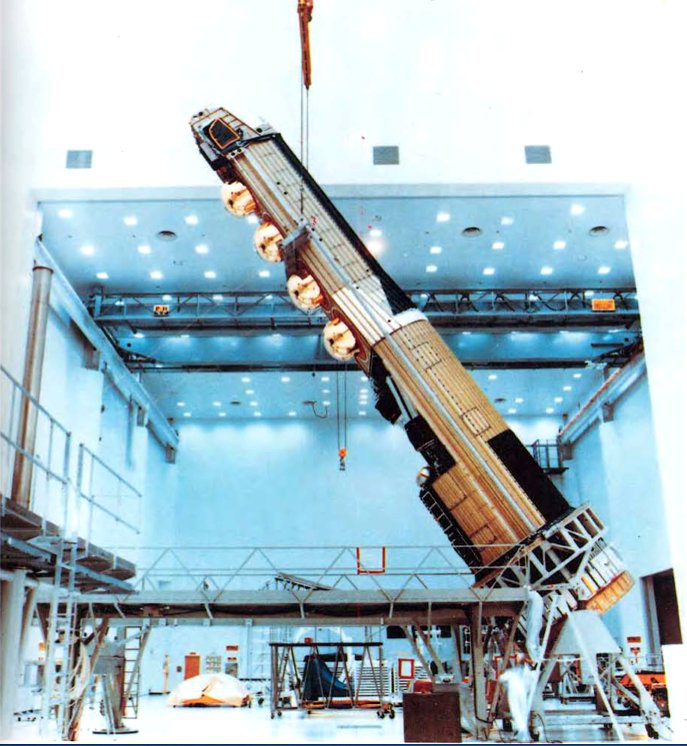
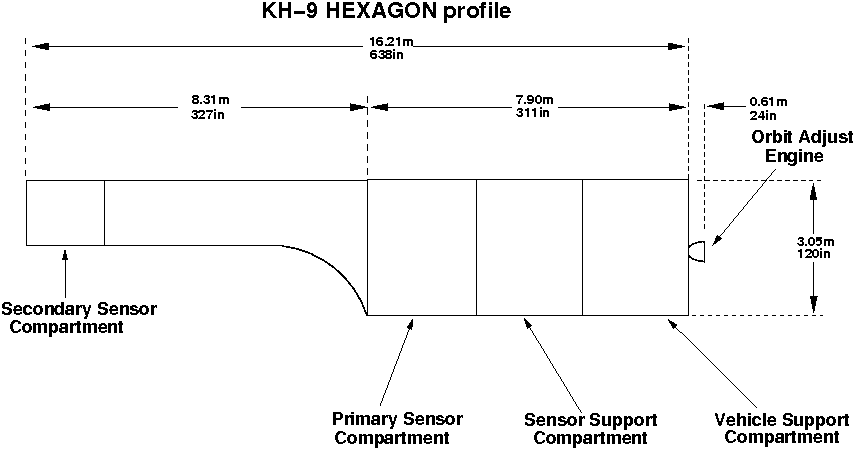

## Запуски KH-9
| Имя    | Серия     | Номер миссии | Дата запуска    | NSSDC ID  | Альтернативное обозначение | Ракета-носитель | Орбита                    | Дата прекращения существования |
| ------ | --------- | ------------ | --------------- | --------- | -------------------------- | --------------- | ------------------------- | ------------------------------ |
| KH9-1  | block I   | 1201         | 15 июня 1971    | 1971-056A | OPS 7809                   | Titan IIID      | 184,0 × 300,0 км, i=96,4° | 6 августа 1971                 |
| KH9-2  | то же     | 1202         | 20 января 1972  | 1972-002A | OPS 1737                   | Titan IIID      | 157,0 × 331,0 км i=97,0°  | 29 февраля 1972                |
| KH9-3  | -«-       | 1203         | 7 июля 1972     | 1972-052A | OPS 7293                   | Titan IIID      | 174,0 × 251,0 км, i=96,9° | 13 сентября 1972               |
| KH9-4  | -»-       | 1204         | 10 октября 1972 | 1972-079A | OPS 8314                   | Titan IIID      | 160,0 × 281,0 км, i=96,5° | 8 января 1973                  |
| KH9-5  | -«-       | 1205         | 9 марта 1973    | 1973-014A | OPS 8410                   | Titan IIID      | 152,0 × 270,0 км, i=95,7° | 19 мая 1973                    |
| KH9-6  | -»-       | 1206         | 13 июля 1973    | 1973-043A | OPS 8261                   | Titan IIID      | 156,0 × 269,0 км, i=96,2° | 12 октября 1973                |
| KH9-7  | block II  | 1207         | 10 ноября 1973  | 1973-088A | OPS 6630                   | Titan IIID      | 159,0 × 275,0 км, i=96,9° | 13 марта 1974                  |
| KH9-8  | то же     | 1208         | 10 апреля 1974  | 1974-020A | OPS 6245                   | Titan IIID      | 153,0 × 285,0 км, i=94,5° | 18 июля 1974                   |
| KH9-9  | -«-       | 1209         | 29 октября 1974 | 1974-085A | OPS 7122                   | Titan IIID      | 162,0 × 271,0 км, i=96,7° | 19 марта 1975                  |
| KH9-10 | -»-       | 1210         | 8 июня 1975     | 1975-051A | OPS 6381                   | Titan IIID      | 157,0 × 234,0 км, i=96,3° | 5 ноября 1975                  |
| KH9-11 | -«-       | 1211         | 4 декабря 1975  | 1975-114A | OPS 4428                   | Titan IIID      | 157,0 × 234,0 км, i=96,7° | 1 апреля 1976                  |
| KH9-12 | -»-       | 1212         | 8 июля 1976     | 1976-065A | OPS 4699                   | Titan IIID      | 159,0 × 242,0 км, i=97,0° | 13 декабря 1976                |
| KH9-13 | block III | 1213         | 27 июня 1977    | 1977-056A | OPS 4800                   | Titan IIID      | 155,0 × 239,0 км, i=97,0° | 23 декабря 1977                |
| KH9-14 | то же     | 1214         | 16 марта 1978   | 1979-029A | OPS 0460                   | Titan IIID      | 172,0 × 218,0 км, i=96,4° | 11 сентября 1978               |
| KH9-15 | -«-       | 1215         | 16 марта 1979   | 1979-025A | OPS 3854                   | Titan IIID      | 177,0 × 256,0 км, i=96,3° | 22 сентября 1979               |
| KH9-16 | -»-       | 1216         | 18 июня 1980    | 1980-052A | OPS 3123                   | Titan IIID      | 169,0 × 265,0 км, i=96,5° | 6 марта 1981                   |
| KH9-17 | -«-       | 1217         | 11 мая 1982     | 1982-041A | OPS 5642                   | Titan IIID      | 177,0 × 262,0 км, i=96,4° | 5 декабря 1982                 |
| KH9-18 | -»-       | 1218         | 20 июня 1983    | 1983-060A | OPS 0721                   | Titan 34D       | 163,0 × 224,0 км, i=96,4° | 21 марта 1984                  |
| KH9-19 | block IV  | 1219         | 25 июня 1984    | 1984-065A | USA 2                      | Titan 34D       | 170,0 × 230,0 км, i=96,5° | 1984-10-18                     |
| KH9-20 | то же     | 1220         | 18 апреля 1986  | 1986-F03  | запуск не удался           | Titan 34D       |                           | -                              |

## Другие фоторазведывательные спутники США
- Corona серии: KH-1, KH-2, KH-3, KH-4
- KH-5 ARGON, KH-6 LANYARD
- KH-7 и KH-8 GAMBIT
- MOL — KH-10
- KH-11, KH-13